# Redukce pomocí diimidu
Redukce pomocí diimidu jsou chemické reakce, které převádějí nenasycené organické sloučeniny na alkany či jejich deriváty, za oxidace diimidu (N2H2) na didusík.
V roce 1929 byla přeměněna kyselina olejová na kyselinu stearovou reakcí s hydrazinem; diimidový meziprodukt byl odhalen až v 60. letech 20. století a od této doby bylo nalezeno několik způsobů získávání diimidu. Za přítomnosti nepolarizovaných alkenů, dienů, alkynů, nebo allenů, se diimid mění na dusík redukcí (přímou adicí molekulárního vodíku). Krokem určujícím rychlost je vznik diimidu, mechanismus je soustředěný a pravděpodobně zahrnuje cis-diimid. Takovéto reakce lze použít jako náhrady hydrogenací katalyzovaných kovy, přičemž se neštěpí citlivé vazby O–O a N–O.
(1)

## Mechanismus a stereochemie
Redukce se zapojením diimidu vyvolávají u alkenů a alkynů syn-adice divodíku; pozorování tohoto jevu vedlo k předpokladu, že součástí mechanismu je soustředěný přenos vodíku z cis-diimidu na substrát. Cis-izomer je méně stálý než trans-, kyselá katalýza ale může posunout rovnováhu ve prospěch cis-formy.
(2)
Diimid se obvykle vytváří oxidací hydrazinu nebo dekarboxylací azodikarboxylátu draselného. Kinetické experimenty naznačují, že nezávisle na způsobu přípravy je právě tvorba diimidu krokem určujícím rychlost. Přechodný stav přenosu vodíku vzniká zřejmě v rané fázi reakce; u řady redukcí chirálních alkenů ale byla dosažena vysoká stereoselektivita.
(3)
Reaktivita nenasycených substrátů klesá v této řadě: alkyny, alleny > koncové alkeny a alkeny s velkým napětím alkeny > substituované alkeny. Trans-alkeny reagují rychleji než cis-alkeny. Rozdíl reaktivity mezi alkyny a alkeny obvykle není dostatečný, aby bylo možné izolovat alkenové meziprodukty; alkeny ovšem lze izolovat u redukcí allenů.
Diimid redukuje symetrické dvojné vazby (mezi atomy stejných prvků, například C=C. N=N, a O=O), nesymetrické dvojné vazby nikoliv.

## Rozsah a omezení
Diimid nejúčinněji redukuje nepolarizované dvojné a trojné vazby C-C. Při reakcích s jinými nenasycenými sloučeninami probíhá vedle redukce také disproporcionace diimidu na plynný dusík a hydrazin, čímž se redukční schopnosti snižují; řada skupin jinak náchylných k redukcím, jako jsou peroxidy, s diimidem nereaguje.
(4)
Diimid za určitých podmínek selektivně redukuje méně substituované dvojné vazby, často ale špatně rozlišuje mezi koncovými a disubstituovanými.
(5)
Alleny se diimidem redukují na více substituované alkeny, výtěžnosti ale bývají nízké.
(6)
Jodalkyny jsou výjimkou z pravidla že alkeny nelze získat redukcemi alkynů. Po provedení diimidových redukcí jodalkynů lze dobře izolovat cis-jodalkeny.
(7)
Diimid je možné získat katalytickou oxidací hydrazinu s flavinovými organokatalyzátory, přičemž dochází k selektivním redukcím koncových dvojných vazeb.
(8)
Diimid obvykle nedokáže účinně redukovat polarizované dvojné vazby; několik takových případů ale přesto je popsáno. Aromatické aldehydy lze redukovat diimidem vytvořeným dekarboxylací azodikarboxylátu draselného.

## Srovnání s ostatními postupy
Redukce dvojných a trojných vazeb uhlík-uhlík se nejčastěji provádějí katalytickými hydrogenacemi:
(9)
Výhodou diimidu je vyhnutí se použití plynného vodíku, používání katalyzátorů, a snadné odstraňování vedlejších produktů (jedním z nich je plynný dusík). Během diimidových redukcí nenastávají hydrogenolýzy a vazby N–O a O–O zůstávají nedotčené. Nevýhodami jsou dlouhé reakční doby, obzvláště u vysoce substituovaných nebo polarizovaných dvojných vazeb.
Je také třeba používat nadbytek činidla vytvářejícího diimid (například azodikarboxylátu draselného), aby se omezily disproporcionace na N2H4 a N2 a rozklad na N2 a H2. Při redukcích alkynů tak může nastat přeredukování na alkany, mající za následek nižší výtěžky, zejména u cis-alkenových produktů.

## Podmínky
Diimid pro tyto reakce lze získat více způsoby:
- Oxidací hydrazinu kyslíkem za přítomnosti měďnatého katalyzátoru a/nebo karboxylové kyseliny
- Dekarboxylací azodikarboxylátu draselného za přítomnosti kyseliny
- Tepelným rozkladem sulfonylhydrazidů

Tyto přípravy bývají snadno proveditelné a nevyžadují zvláštní postupy.